# میروسلاو رشکو
میروسلاو رشکو (اوکراینی: Мирослав Павлович Решко؛ زادهٔ ۱۸ اوت ۱۹۷۰) بازیکن فوتبال اهل اوکراین است.